# Lissonota leucophrys
Lissonota leucophrys là một loài tò vò trong họ Ichneumonidae.